# استعلام
استعلام (انگلیسی: Inquiry) فرایندیست که هدف آن افزایش دانش، برطرف کردن شک، یا حل مسئله باشد. نظریهٔ استعلام در نظرگرفتن انواع استعلام و نحوهٔ رسیدن به اهداف در هر یک از آن هاست.

## انواع نظریهٔ استعلام

### استدلال استنتاجی
هنگامی است که در استدلال از یک نظریه (تئوری) کلی استفاده کنیم و به فرضیه یا فرضیه‌های جزئی برسیم. در پژوهش‌ها، زمانی که پژوهشگر از نظریه استفاده می‌کند و فرضیه می‌سازد و برای آزمون فرضیه‌ها داده جمع‌آوری می‌کند و نتیجه می‌گیرد می‌گوییم پژوهشگر از روش استدلال کل به جزء استفاده کرده‌است.

### استدلال استقرایی
نوعی استدلال است که مقدمات آن از نتیجه به صورت محتمل پشتیبانی می‌کنند. در مقابل استدلال استنتاجی است که مقدمات به صورت قطعی از نتیجه حمایت می‌کنند. در منطق کلاسیک استدلال استقرایی را استدلال از جزء به کل تعریف می‌کردند که در منطق جدید این تعریف پذیرفته نیست. بعضی انواع استقرا تعمیم، استدلال علی، استدلال بر مبنای تمثیل و پیش‌بینی نام دارند. فرایند استقراء از مشاهدات جزئی شروع شده و استنتاج نتایج تعمیم داده می‌شود.

### استدلال ربایشی
شکلی از استنتاج منطقی است که با یک مشاهده یا مجموعه‌ای از مشاهدات آغاز می‌کند و سپس به دنبال یافتنِ ساده‌ترین و محتمل‌ترین توضیح برای آن مشاهدات است. این فرایند، برخلاف استدلال استنتاجی، هرچند نتیجهٔ معقولی به دست می‌دهد، اما به‌طور قطعی آن را اثبات نمی‌کند؛ بنابراین، نتیجه‌های استدلال ربایشی دارای ردّی از عدم اطمینان یا تردید دانسته می‌شوند، و با اصطلاحاتی مانند «بهترین گزینهٔ موجود» یا «به احتمال زیاد» توصیف می‌شوند.